# Tradescantia peninsularis
Tradescantia peninsularis là một loài thực vật có hoa trong họ Commelinaceae. Loài này được Brandegee miêu tả khoa học đầu tiên năm 1903.